# طرق علي
طرق علي قرية سوريّة تتبع إداريّاً لمحافظة حلب منطقة منبج ناحية خفسة، بلغ تعداد سكانها (516) نسمة حسب التعداد السكاني لعام 2004.